# Gaussian Type Orbitals
Bei den Gaussian-type Orbitals (GTOs, dt. „Gauß’sche-Orbitale“) handelt es sich um gaussförmige Näherungsfunktionen (kontrahierte Gauß-Funktionen) von Atomorbitalen an die korrekten Slater-Orbitale („Slater-type orbitals“, STOs). Wie bei den Slater-Orbitalen handelt es sich auch hier um Wellenfunktionen, die in die LCAO-Näherung als Atomorbitale eingesetzt werden.

## Kugelkoordinaten
Die Gauß’schen Basisfunktionen können in der üblichen Radialwinkelzerlegung in eine Radial- und eine Winkel-Komponente zerlegt werden: 
{\displaystyle \ \Phi (\mathbf {r} )=R_{l}(r)Y_{lm}(\theta ,\phi )},
{\displaystyle Y_{lm}(\theta ,\phi )} stellt die Winkel-Komponente und {\displaystyle R_{l}(r)} die Radial-Komponente dar, {\displaystyle l} und {\displaystyle m} sind die entsprechenden Drehimpulse und ihre z-Komponenten. {\displaystyle r,\theta ,\phi } sind entsprechend die sphärischen Koordinaten. 
Die Radial-Komponente für die Slater-Orbitale sieht wie folgt aus:
{\displaystyle \ R_{l}(r)=A(l,\alpha )r^{l}e^{-\alpha r},}
{\displaystyle A(l,\alpha )} als Normierungskonstante, für primitive GTOs stellt sich die Radial-Komponente wie folgt dar:
{\displaystyle \ R_{l}(r)=B(l,\alpha )r^{l}e^{-\alpha r^{2}},}
{\displaystyle B(l,\alpha )} ist hier die Normierungskonstante zum Gauß'sche-Orbital.

## Kartesische Koordinaten
Häufig werden die kartesische Gauß-Funktionen verwendet, da diese besonders einfach bei Ableitungen und Integrationen handhabbar sind:
{\displaystyle \ \Phi _{GTO}(\mathbf {r} )=\underbrace {x^{i}y^{j}z^{k}} _{Y_{l,m}}\cdot \underbrace {e^{-\alpha r^{2}}} _{R_{l}}}Die Vorfaktoren x, y und z sowie deren Exponenten sollen dabei die Winkel-Komponente  {\displaystyle Y_{lm}(\theta ,\phi )} „simulieren“. 

## GTOs als STO-Annäherung
In den STO-NG-Basissätzen werden GTOs zur Annäherung von STOs verwendet. Der STO-3G ist dabei der am häufigsten eingesetzte Basissatz, hier werden die GTOs durch Linearkombination von drei primitiven Gauß-Funktionen dargestellt.

## Fehler der GTOs im Vergleich zu STOs
Bei der Verwendung von GTOs anstelle von STOs werden zwei qualitative Fehler gemacht:
1. GTOs besitzen keine Spitze (die Ableitung bei {\displaystyle r=0} ist {\displaystyle 0}).
2. Der Funktionsverlauf der GTOs ist zu steil (im Exponenten der eulerischen Zahl gilt {\displaystyle r^{2}}und nicht wie bei Slater-Orbitalen lediglich {\displaystyle r})

In der Regel können diese Fehler vernachlässigt werden, da sie sich zwar stark auf die Absolutenergien aber weniger stark auf die Relativenergien auswirken. 

## Vorteile der GTOs im Vergleich zu STOs
Im Vergleich zu Slater-Orbitalen sind Berechnungen mit Gauß-Orbitalen 4–5 Größenordnungen schneller, dies führt dazu, dass sie von fast allen Quantenchemieprogrammen benutzt werden, auch wenn dadurch ein größerer Basisatz gebraucht wird.